# Thècle du prunier
Satyrium pruni
Espèce
La Thècle du prunier (Satyrium pruni) est une espèce de lépidoptères de la famille des Lycaenidae et de la sous-famille des Theclinae.

## Systématique
Satyrium pruni a été décrite par Carl von Linné en 1758.
Au sein du genre Satyrium, l'espèce est placée dans le sous-genre Nordmannia.

### Synonymes
- Papilio pruni Linnaeus, 1758
- Strymonidia pruni (Linnaeus, 1758) [1]
- Fixsenia pruni (Linnaeus, 1758)
- Nordmannia pruni (Linnaeus, 1758)[2]

### Sous-espèces
- Satyrium pruni pruni – de Europe à la Sibérie.
- Satyrium pruni jezoensis (Matsumura, 1919) – en Extrême-Orient[2].

### Noms vernaculaires
- en français : 
  - la Thècle (ou Thécla) du prunier
  - la Thècle (ou Thécla) du coudrier
  - la Thècle (ou Thécla) du prunellier, nom également employé pour désigner Satyrium spini
- en anglais : Black Hairstreak
- en espagnol : Endrinera[2]
- en allemand : Pflaumen-Zipfelfalter

## Description
C'est un petit papillon au dessus marron, avec une queue aux postérieures, et des taches orange submarginales, discrètes aux postérieures chez le mâle, aux postérieures et aux antérieures chez la femelle.
Le revers est de couleur marron orné d'une fine ligne blanche et de taches submarginales orange confluentes marquées d'un petit point noir.

### Chenille
La chenille, petite et trapue, possède une tête rétractile marron clair et un corps vert avec deux rangées de bosses dorsales blanchâtres et des stries obliques jaunâtres sur les flancs

## Biologie

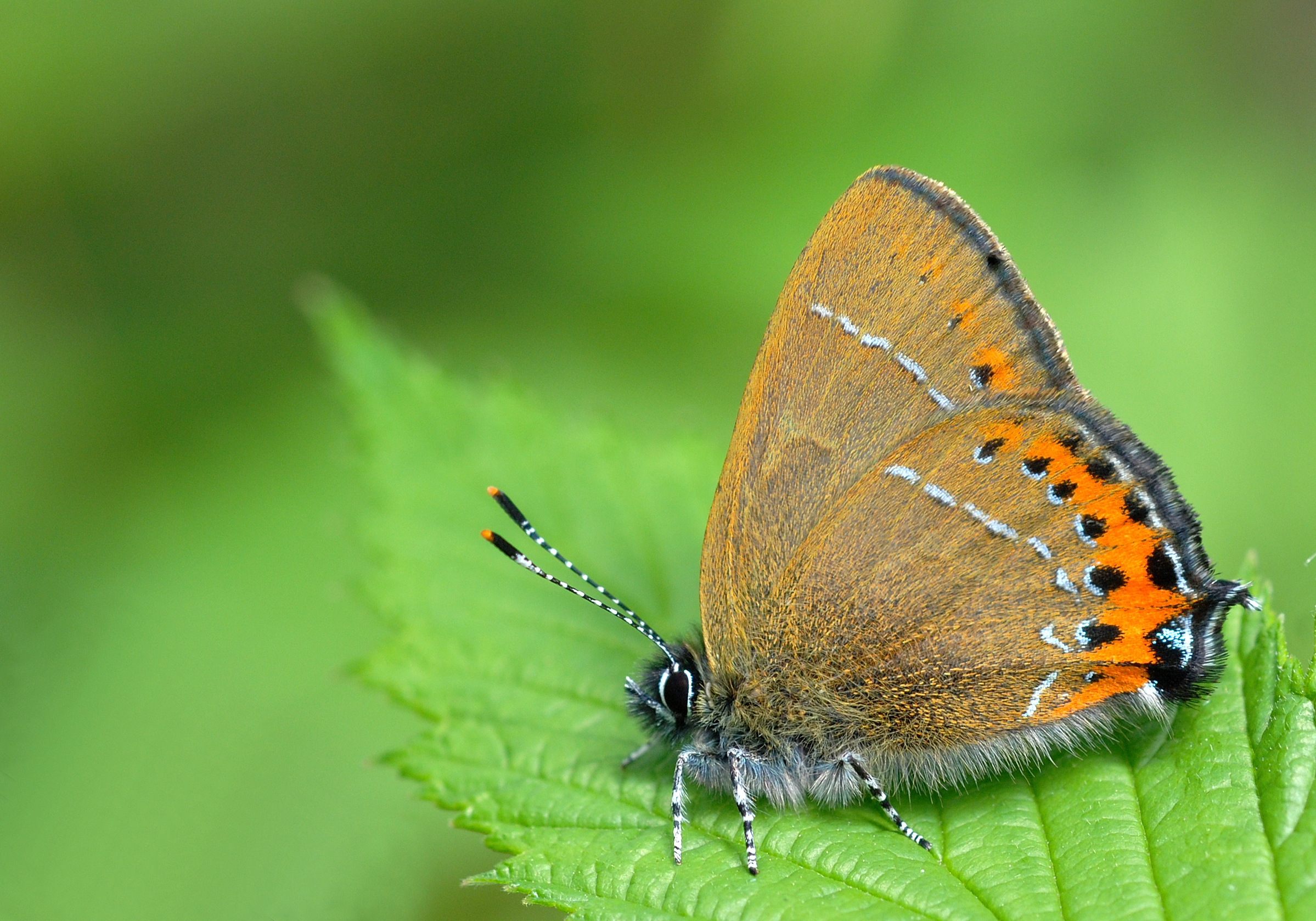
Satyrium pruni.

### Période de vol et hivernation
L'espèce vole en une génération, entre mi-juin et mi-juillet, et hiverne à l'état de chenille formée dans l'œuf pondu à la fourche des rameaux.

### Plantes-hôtes
Ses plantes-hôtes sont des Prunus, notamment Prunus spinosa (le prunellier) et Prunus padus.

## Écologie et distribution
L'espèce est présente dans une grande partie de l'Europe (mais ni en Espagne, ni dans la majeure partie de l'Italie et de la Grèce, ni dans le nord), en Sibérie et jusqu'en Corée et au Japon.
En France métropolitaine, elle est présente dans la majeure partie du pays, à l'exception de la Bretagne, de la Basse-Normandie, et de quelques départements du Sud de la France et de Corse.

### Biotope

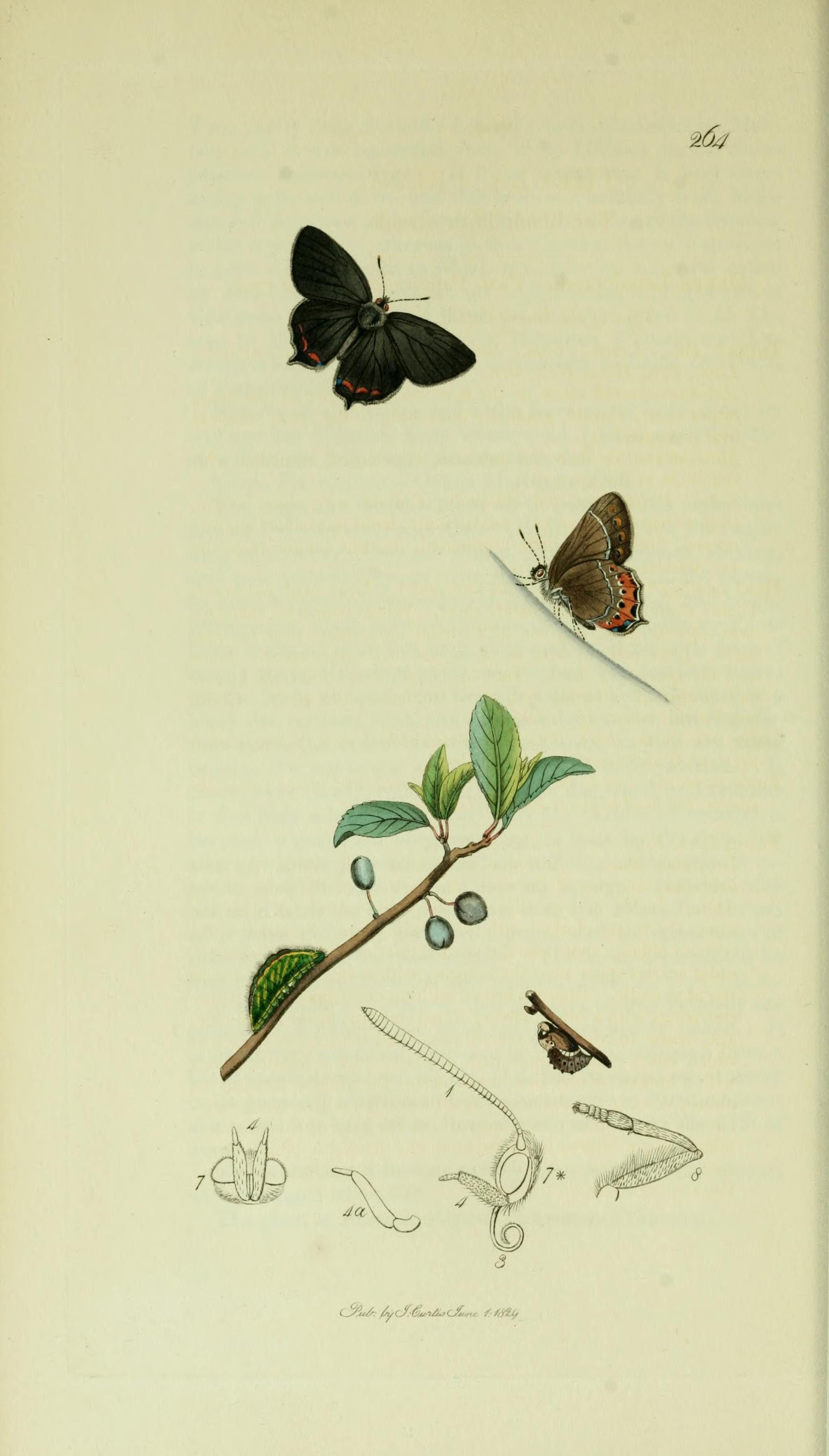
illustration de la British Entomology par John Curtis.

C'est un lépidoptère qui fréquente les fourrés de prunelliers.

### Protection
Pas de statut de protection particulier au niveau national en France. Il figure sur la liste des espèces prioritaires en Suisse.
Toujours en Suisse, dans le canton de Vaud, des actions en sa faveur sont menées dans le cadre du programme cantonal "Biodiversité en Forêt".
En Poitou-Charentes, Satyrium pruni a le statut d'espèce déterminante pour la région car elle y est rare et localisée.